# 筑紫野市文化会館
筑紫野市文化会館（ちくしのしぶんかかいかん、Chikushinoshi Bunka Kaikan）は、福岡県筑紫野市にある劇場兼ホール。

## 概要
1984年に開場。2014年に30周年を迎えた。また2024年に40周年を迎えた。

## 営業時間
- 開館時間

9：00～22：00
- 休館日

毎週火曜日（その日が祝日にあたるときは翌日）
12月29日～翌年1月3日

## 設備

### ホール棟施設
- ホール
  - 客席:801席（1～2階）※身障者席3席、母子コーナー5席
- 楽屋1  
  - 収容人員 9名
- 楽屋2  
  - 収容人員 9名
- リハーサル室
- 会議室
  - 収容人員15名
- 研修室 
  - 収容人員42名

### 研修棟施設
- 大研修室
  - 収容人員120名
- 和室1 （15畳）
  - 収容人員12名
- 和室2 （18畳）
  - 収容人員18名
- 会議室
  - 収容人員24名
- 喫茶室「ゆずや」
  - 営業時間 11：00～17：00（火定休）

### 駐車場
- 駐車台数 計184台
  - 第1駐車場 100台
  - 第2駐車場 34台
  - 第3駐車場 22台
  - 第4駐車場 28台

## アクセス
- JR利用の場合
  - JR二日市駅より徒歩10分
- 西鉄電車利用の場合
  - 西鉄二日市駅より山口・平等寺・むさしケ丘団地行バスにて　文化会館前停留所下車
- 自動車利用の場合
  - 九州自動車道筑紫野インターチェンジより車で5分

## 主な周辺施設
- 筑紫野警察署
- 筑紫野市民図書館
- ゆめタウン筑紫野
- イオンモール筑紫野

## 外部サイト
- 公式サイト

1. ↑  “筑紫野市文化会館”. 筑紫野市文化会館. 2025年8月2日閲覧。